# Černé září (skupina)
Černé září (arabsky: منظمة أيلول الأسود, Munattamat aylul al-aswad, anglicky: International Black September Organization) byla palestinská teroristická skupina. Nejčastěji je Černé září zmiňováno v souvislosti s Mnichovským masakrem.

## Činnost
Obecně se soudí, že Černé září vzniklo jako odnož Fatahu, ozbrojeného křídla Organizace pro osvobození Palestiny v roce 1971. Svůj název Černé září odvozovalo od událostí z 16. září 1970, kdy po pokusu palestinských bojovníků svrhnout jordánského krále Husajna jordánská armáda zabila či z Jordánska vyhnala tisíce Palestinců. Černé září si za svůj cíl vytklo pomstít tuto porážku. Dle Bennyho Morrise, historika z Ben Gurionovy univerzity vzniklo jako odezva na požadavek některých extrémistů uvnitř OOP a Fatahu po větší bojovnosti.
Podle výslechů některých zadržených členů byl zakladatelem a faktickým vůdcem Černého září Salah Chaláf (Abú-Ijád). Černé září vytvořil z pozůstatku Džiház ar-Razdu, výzvědné služby Fatahu. Začátkem roku 1972 se Salah Chaláf s Černým zářím rozešel, neboť síť autonomních buněk se stala nepřehlednou, začala se vymykat kontrole a navíc se jeho příslušníci zřekli původního cíle, totiž pomstít vyhnání Palestinců z Jordánska. Za svůj cíl si Černé září vytklo nejen zničení Izraele, ale bojovalo i proti tzv. reakčním režimům v Maroku a Saúdské Arábii. To ovšem byli tradiční podporovatelé Arafatova Fatahu. Tím se samotný Arafat dostával do nepříjemné situace, neboť tyto země požadovaly likvidaci Černého září, ale zároveň bylo Černé září mezi Palestinci populární a pokus o jeho likvidaci by mohl být Arafatovi osudným. Černé září začalo být pro svou úzkou spolupráci LFOP považováno za krajně levicovou organizaci.
Abú Ijád, Arafatův šéf bezpečnosti a jeden ze zakládajících členů OOP ve své knize Bez státu tvrdí, že „Černé září nebylo nikdy teroristickou organizací“ a „jeho členové vždy popírali jakékoliv vazby na Fatah či OOP“. Mohamed Oudeh naproti tomu tvrdí, že nic takového jako Černé září neexistovalo. Fatah tak podepisoval své akce, se kterými ale nechtěl být spojován. Černé září mohlo být založeno i jako způsob jak obejít prohlášení Fatahu, že nebude zasahovat do domácí politiky arabských států.
Americké Ministerstvo zahraničních věcí v roce 1981 uvolnilo dokument z roku 1973, který potvrzoval, že Fatah je mateřskou organizací Černého září.
Svou činnost Černé září ukončilo v prosinci 1974, i když ještě v roce 1988 byl proveden útok, ke kterému se kdosi přihlásil jménem Černého září.

## Struktura organizace
Podle novináře J. K. Cooleyho Černé září odstoupilo od operační a organizační struktury fidájínů. Jeho příslušníci operovali v izolovaných skupinkách tvořených asi čtyřmi členy. Buňky mezi sebou nebyly propojeny, rozkazy od velení předávali prostředníci. Tato struktura poskytovala Fatahu možnost hodnověrně se distancovat od akcí Černého září.
Dle zpravodajských informací (Mosadu se organizaci podařilo infiltrovat v roce 1971) sestávalo Černé září ze 100 Palestinců a 15 Evropanů, zejména studentů, učitelů, obchodníků či diplomatů trvale žijících v Evropě a vycvičených v tehdejší NDR. Organizace se skládala ze dvou vnitřních okruhů. Jeden tvořili Chaláfovi žáci:
- Ali Hassan Salameh (Abu Hassan) - šéf operací, Ijádův zástupce
- Mohamed Oudeh (Abú-Daoud) - operační důstojník, duchovní otec Mnichovského masakru
- Ahmad Afghání (Abú Mutasin) - finance a zásobování
- Ghází al-Husajni - zajišťování výzbroje a výstroje
- Fachrí al-Umarí - operační důstojník
- Amín Al-Hindí - pozdější šéf zpravodajství Palestinské správy
- Atef Bseiso - pozdější spojka Fatahu s evropskými zpravodajskými organizacemi.

Druhý okruh byl tvořen pěšáky, kteří pouze plnili předem určené úkoly a neznali pozadí akcí.

## Akce přisuzované Černému září

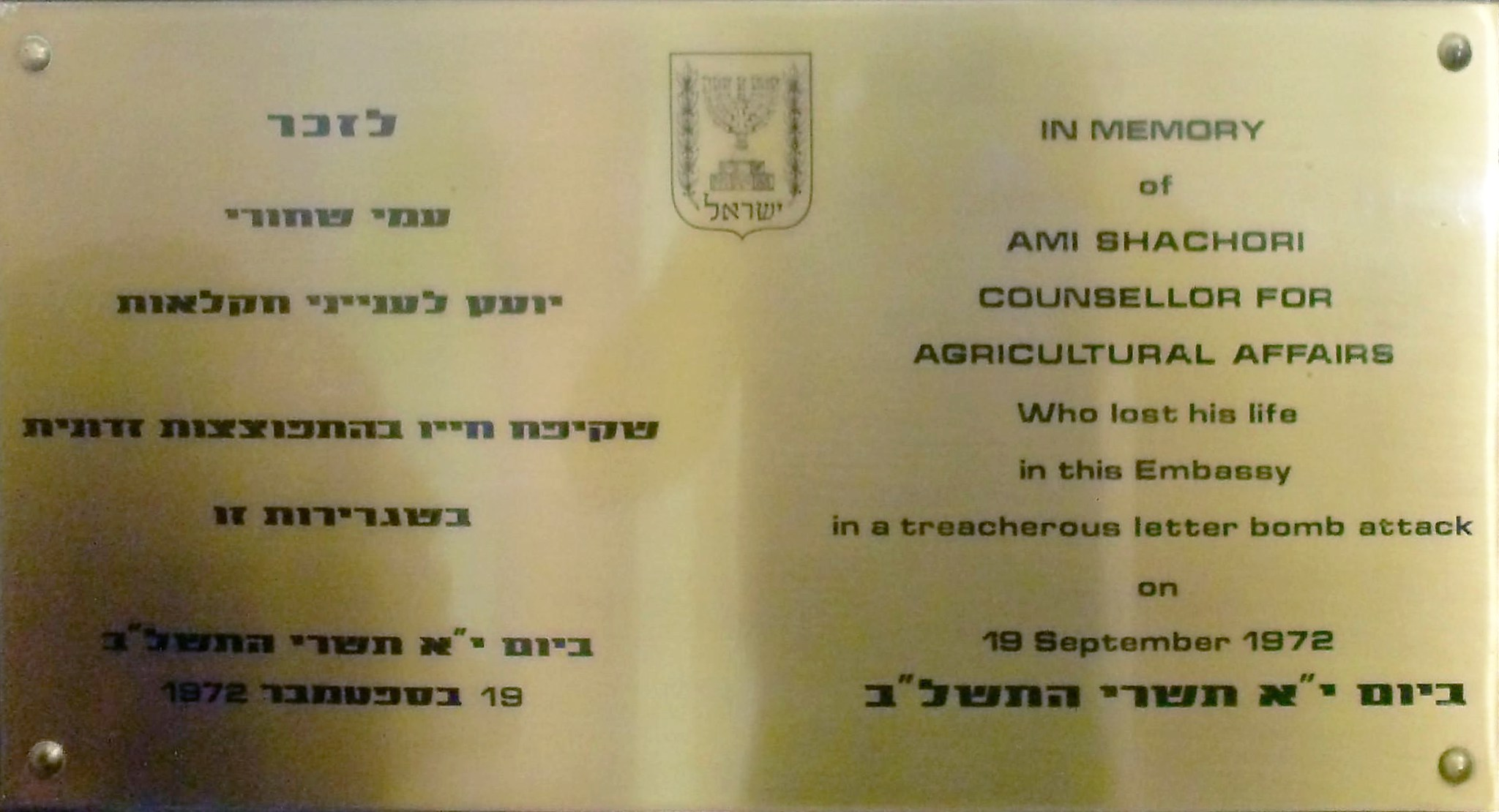
Pamětní deska na počest Amiho Schachoriho na ambasádě v Londýně

- 28. listopad 1971: vražda jordánského premiéra Uasfi al-Tela jako odveta za vyhnání OOP z Jordánska v letech 1970 - 71.
- 15. prosinec 1971: pokus o vraždu Zejda al-Rifa´ja, jordánského velvyslance v Londýně.
- Únor 1972: vražda pěti agentů jordánského Muchabaratu v Bonnu, sabotáže proti průmyslovým podnikům a rafinériím Gulf Oil a Esso Oil v Nizozemsku a SRN.
- 8. květen 1972: únos letadla letu 572 belgické Sabeny z Vídně do Tel Avivu (související operace Izotop)
- 5. srpen 1972: útok proti skladišti ropy v Terstu, v Itálii
- 16. srpen 1972: pokus o zničení letadla společnosti El Al náloží ukrytou v magnetofonu během letu z Itálie do Izraele
- 5. září 1972: Mnichovský masakr
- 1. březen 1973: přepadení saúdského velvyslanectví v Chartúmu, zabití Clea Noela, šéfa americké mise v Súdánu, George Curtise Moora, jeho zástupce a Guye Eida, belgického charge d'affaires v Súdánu.